# USS Bainbridge (DD-1)
USS Bainbridge (DD-1) – pierwszy niszczyciel należący do US Navy i pierwsza jednostka z serii 13 niszczycieli typu Bainbridge.

## Historia
Stępkę pod USS „Bainbridge” położono 15 sierpnia 1899 w filadelfijskiej stoczni Neafie and Levy. Okręt wodowano 27 sierpnia 1901, wejście do służby miało miejsce 3 lipca 1903. W grudniu 1903 okręt przez Kanał Sueski udał się na Filipiny, gdzie w latach 1904-17 służył w ramach 1 Flotylli Torpedowej wchodzącej w skład floty azjatyckiej US Navy.
1 sierpnia 1917 „Bainbridge” udał się do Port Said w Egipcie, gdzie 25 września dołączył do 2 Eskadry okrętów patrolowych. Do 15 lipca 1918 wykonywał zadania patrolowe, a także służył do konwojowania okrętów. 3 sierpnia 1918 przybył do Charlston w stanie Karolina Południowa. 3 lipca 1919 został wycofany ze służby w US Navy, a 3 stycznia 1920 sprzedany do stoczni złomowej.